# Aphanoascus fulvescens
Aphanoascus fulvescens är en svampart som först beskrevs av Mordecai Cubitt Cooke, och fick sitt nu gällande namn av Apinis 1968. Aphanoascus fulvescens ingår i släktet Aphanoascus och familjen Onygenaceae.  Arten är reproducerande i Sverige. Inga underarter finns listade i Catalogue of Life.